# Султанская (порода кур)
Султанская, или султанка — турецкая декоративная порода хохлатых кур. Название происходит от оригинального турецкого имени Сарай-Тавук (Sarai-Tavuk), что переводится как «дворцовые куры».  Они всегда были декоративными и жили преимущественно в садах османского султаната.  На Западе их разводят для участия в соревнованиях (петушиные бои), как часть птицеводческого интереса, и, как правило, они представляют собой редкое зрелище.
Порода была впервые экспортирована из своей родной страны в 1854 году, когда г-жа Элизабет Уоттс из Хэмпстеда, Лондон, привезла небольшое стадо в Великобританию.  Она была завезена в Северную Америку в 1867 году и официально признана путем принятия в Стандарт совершенства Американской птицеводческой ассоциации в 1874 году.
У султанок пушистое оперение, большие пухлые гребни, бородки, длинные хвосты и обильное оперение на ногах. Их маленькие V-образные гребешки почти полностью скрыты под оперением. Султанские также являются одной из немногих пород, у которых по пять пальцев на каждой ноге.  Самцы весят примерно 2,7 кг (6 фунтов), а куры — 2 кг (4 фунта), они являются самыми крупными из декоративных пород кур. У султанских курей три вида окраса оперения: черный, синий и белый, причем белый цвет является наиболее известным и популярным.  Куры редко несут маленькие белые яйца и, как правило, не насиживают их. У них также есть гораздо более редкая карликовая форма. Петухи весят 740 граммов, а куры до 625 грамм.